# Колледж Фэншоу
Колледж Фэншоу прикладного искусства и технологий (англ. Fanshawe College of Applied Arts and Technology, сокращенно Fanshawe College) — ведущий политехнический вуз региона Юго-Западного Онтарио, Онтарио, Канада. Колледж проводит обучение студентов из Канады и более 40 стран по программам английского языка, профессионального образования, высшего образования до степени бакалавра, последипломного образования и повышения квалификации для лиц с высшим образованием. Главный кампус вуза расположен в городе Лондон, Онтарио с дополнительными кампусами в Симко, Сент-Томас, Вудсток, и Тиллсонбург. В колледже обучается приблизительно 17 000 студентов на очной форме обучения и около 26 000 студентов-заочников. Колледж Фэнша имеет более 150 000 выпускников.
Колледж обучает студентов на более 200 программах и их число постоянно растет.
Студенческая газета, Interrobang, является членом Canada University Press (CUP).
Студенческая радиостанция вещает на AM и FM волнах региона.
Аккредитация и членство в ассоциациях: Canadian Bureau for International Education — CBIE, Canadian Colleges Athletic Association — CCAA, Association of Canadian Community Colleges — ACCC, Association of Universities and Colleges of Canada — AUCC, Canadian University Press — CUP.

## История
Кампус в Лондоне был основан в 1962 году и назывался Ontario Vocational Centre (OVC). Первые классы открылись в сентябре 1964, и учебный центр принял 300 первых студентов. В 1967 центр получил название Fanshawe College и стал частью провинциальной системы учебных заведений прикладных искусств и технологий. Слово Fanshawe происходит из старого английского и является комбинацией двух слов: fane (означает здание или храм) и shaw или shawe (означает лес). Таким образом название колледжа можно перевести как храм в лесу.
Начиная с открытия, колледж выпускает газету, ранее известную как «Fanfare», затем «The Dam» с 1971. С 1979 газета выпускается под названием The Interrobang.
Логотип Fanshawe используется с 1981.
Дендрарий Фэнша колледж был открыт в 1995.
В мае 2011 Фэнша колледж открыл Центр прикладных транспортных технологий (Centre for Applied Transportation Technologies (CATT) для 1,500 студентов.
В Августе 2013 Фэнша колледж объявил о приобретении сооружений и собственности, ранее принадлежавшей Jazz Aviation в международном аэропорту Лондона для развития авиационных программ колледжа.
В 2013 году колледж объявил об открытии Школы общественной безопасности с шестью новыми программами обучения, делающей колледж лидирующим учебным заведением по этому направлению в Юго-западном Онтарио.

## Спортивная жизнь
В разные годы спортивные команды Фэнша колледжа занимали лидирующие места в провинциальных и национальных первенствах и соревнованиях по беговым лыжам и баскетболу.
Колледж располагает атлетическим центром и профессиональным персоналом для обучения и занятия многими видами спорта.
На территории колледжа расположено отделение клиники спортивной медицины.

## Кампусы

### Кампус в Лондоне
Кампус Фэнша в Лондоне расположен на 100 акрах земли и имеет 20 зданий, включая 3 резиденции на 1200 студентов. Кампус в Лондоне называют одним из крупнейших в Онтарио или городом в городе, поскольку помимо помещений для учёбы и проживания, на кампусе действуют несколько обслуживающих компаний, рестораны, магазины, парикмахерская и студенческие организации. Обучение по большинству программ происходит на кампусе в Лондоне.

### Кампусы в других городах
Колледж Фэнша располагает кампусами в городах Симко, Сент-Томас, Вудсток, и Тиллсонбург, которые предлагают отдельные программы или направления обучения, а также оказывают различные услуги для студентов и молодых выпускников.

### Кампус в центре Лондона
Центр театрального искусства (Centre for Digital and Performance Arts) расположен в даунтауне Лондона.

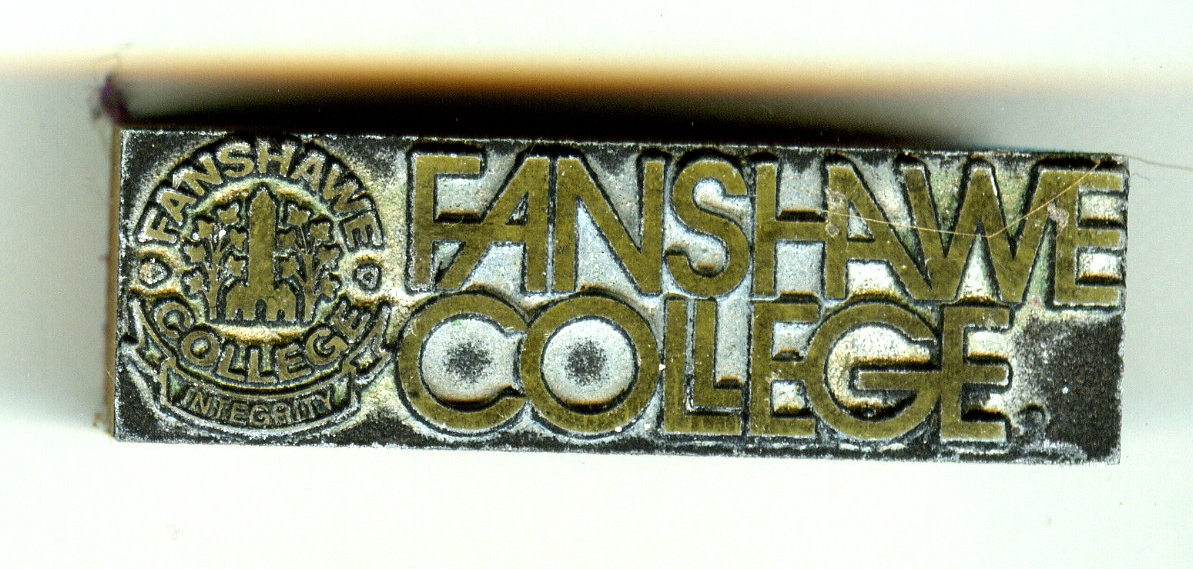
Fanshawe College old logo (printers template 1974)

## Институт английского языка в Фэнша
Институт английского языка в Фэнша (English Language Institute at Fanshawe) обучает иностранных студентов и иммигрантов по направлениям:
- Общий курс английского языка (5 уровней, обучение от 4 недель до 2 лет).
- Подготовка к тесту IELTS (тестирование на территории колледжа).
- Подготовка к поступлению в Фэнша колледж или университеты партнёры (без сдачи IELTS).
- Летние курсы английского языка и образовательный туризм.
- Специализированные курсы (письмо, чтение, произношение и т. п.).

## Уровни обучения
Предлагаемые уровни обучения в Фэнша колледж:
- Сертификат — 1 год, профессиональное образование.
- Диплом — 2 года, первая ступень высшего образования.
- Высший диплом — 3 года, вторая ступень высшего образования.
- Бакалавр — 4 года, полное высшее образование.
- Последипломный сертификат — 1 год, образование на базе высшего.
- Продолжающее обучение — короткие вечерние курсы по специальностям и иностранным языкам.

## Направления обучения
Более 200 программ по около 30 направлениям обучения делают Фенша колледж ведущим политехническим вузом Юго-Западного Онтарио.

### Направления обучения до степени бакалавра (4 года)
- Биотехнологии
- Медсестринское дело
- Искусство и продюсирование
- Работа с детьми
- Технологии планирования территорий

### Направления обучения до уровня сертификат (1 год), диплом (2 года) и высший диплом (3 года)
- Бизнес и управление
- Компьютерные и информационные технологии
- Строительные технологии
- Искусство и дизайн
- Медицинские специальности
- Образование и социальная работа
- Современное прикладное искусство
- Электрика и электроника
- Общая подготовка по науке и искусству
- Производство
- Туризм, гостиничное и ресторанное дело
- Транспорт и авиация

### Последипломное обучение на сертификат для лиц с высшим образованием (1 год)
- 3D анимация, визуальные технологии и дизайн
- Кинопроизводство
- Журналистика, медиа и PR
- Туризм, гостеприимство, кулинария
- Информационная безопасность
- Географические информационные системы (ГИС)
- Управление персоналом
- Международный бизнес, финансы, управление
- Юридический советник
- Маркетинг

## Стоимость обучения
Стоимость обучения для иностранных студентов составляет от $12000 до $14000 в год в зависимости от программы обучения. Студенческие сборы составляют около $1500 в год. Студенческие сборы включают проездной для передвижения по городу, медицинскую страховку и обязательные студенческие мероприятия.

## Проживание для студентов
Фэнша колледж располагает комфортабельными резиденциями, стоимость проживания в которых составляет от $450 в месяц без питания, однако возможны дополнительные условия и лист ожидания. Проживание в принимающих семьях предлагается колледжем по стоимости от $750 с питанием. Аренда комнаты в Лондоне составляет от $450 в месяц.

## Страницы вуза
- Fanshawe College
- Fanshawe Student Union
- Fanshawe Retail Services